# Daniel de Padua
San Daniel de Padua es santo y mártir católico. 
Daniel fue diácono en tiempos de Prosdócimo, primer obispo de Padua. Era judío converso, ayudó a Prosdócimo en su labor de evangelización y murió martirizado en el año 168 d. C.
Las reliquias de san Daniel se trasladaron el 3 de enero de 1064 a la ciudad de Padua, en cuya catedral de Santa María Assunta todavía hoy reposan.

## Patronazgo
San Daniel es uno de los cuatro santos patrones de la ciudad de Padua junto a san Antonio, san Prosdócimo y santa Justina. En otros tiempos era tradicionalmente invocado por las mujeres cuyos maridos estaban en guerra.